# Apocalypse, Hitler
Pour les articles homonymes, voir Apocalypse (homonymie).
Ne pas confondre avec Apocalypse, le crépuscule d'Hitler.
Apocalypse, la Seconde Guerre mondiale Apocalypse, la Première Guerre mondiale
Apocalypse, Hitler est une minisérie documentaire française en deux parties de 55 minutes réalisée par Isabelle Clarke et Daniel Costelle, narrée par Mathieu Kassovitz, et diffusée d'abord en Belgique dès le 18 octobre 2011 sur la RTBF, en France le 25 octobre 2011 sur France 2, et au Québec les dimanches 15 et 22 janvier 2012 à Télé-Québec,. Elle fait partie de la série Apocalypse.
Elle regroupe des documents d'époque connus ou inédits et relate les grands événements l'ayant amené à la prise de pouvoir. Les images d'archives ont été restaurées et colorisées. La musique originale a été composée par Kenji Kawai, la bande sonore par Gilbert Courtois.

## Synopsis
La mini-série retraçant l'ascension d'Adolf Hitler et la naissance de l'idéologie nazie.

## Épisodes

### La Menace–1repartie
La première partie relate les débuts d’Adolf Hitler né le 20 avril 1889 à Braunau am Inn en Autriche, d’une mère aimante et d’un père autoritaire. Piètre élève, artiste raté, il s’engagera avec ferveur dans l’infanterie bavaroise pendant la Première Guerre mondiale. Blessé, il apprendra la défaite pendant sa convalescence. L’humiliation du Diktat sera l’une des sources de son nationalisme exacerbé et son antisémitisme obsessionnel. Il se découvre un don d’orateur et devient très vite le porte-parole d’un groupuscule d’extrême droite, le DAP. Il galvanise les foules en mettant en avant la pureté de la race. Malgré le putsch raté de novembre 1923, la publication de Mein Kampf élèvera son aura qui n’inquiète toujours pas les autres partis politiques.

### LeFührer–2epartie
La crise économique de 1929 est une opportunité pour Hitler, associé à son chef de propagande Joseph Goebbels et aux SA, il va semer le désordre dans la vie politique du pays et se présentera comme la seule solution à la fin de la misère du peuple. En 1932, le président Hindenburg dissout le Parlement et permet au parti nazi d’être la première force politique du pays. Hitler sera promu chef du gouvernement. En dépit d’un semblant d’ouverture, il éliminera ses opposants politiques et commencera à mener une politique discriminatoire à l’égard des Juifs, responsables selon lui de tous les maux. Et malgré un message de paix aux autres nations, il préparera l’Apocalypse.

## Protagonistes

### Allemands
- Adolf Hitler
- Hermann Göring
- Heinrich Himmler
- Joseph Goebbels
- Rudolf Hess
- Hans Baur
- Eva Braun
- Erich Ludendorff
- Paul von Hindenburg
- Friedrich Ebert
- Winifred Wagner
- Heinrich Hoffmann
- Fritz Thyssen
- Horst Ludwig Wessel
- Otto Wels
- Ernst Röhm
- Geli Raubal

### Américain
- Henry Ford

### Italien
- Benito Mussolini

## Le montage et l'audience
La mini-série est d'abord diffusée le 18 octobre sur la RTBF. Lors de la diffusion de la première partie sur France 2 le 25 octobre 2011, la série a été suivie par 6,1 millions de personnes réalisant ainsi 22,3 % de part d'audience.

## Réception critique
Comme pour le premier volet de la série Apocalypse, les avis divergent sur ce deuxième volet consacré à Hitler.
L’hebdomadaire Le Monde considère le projet comme ambitieux et le résultat intéressant en tant qu’il permet de faire découvrir aux grand public des images d’archives rares (jeunesse d’Hitler, Hitler au sein de l’infanterie pendant la Première Guerre Mondiale…).
En revanche, le documentaire a fait l’objet de critiques importantes de la part d’historiens.
Tout en soulignant l'intérêt du documentaire pour ses images inédites, l'historien conservateur Édouard Husson lui fait trois reproches majeurs : « l'absurde insistance sur la possible ascendance juive de Hitler, une thèse bien éculée, et dont on se demande bien pourquoi les auteurs la réhabilitent », « la thèse historiquement fausse qu'il y aurait eu un danger communiste en Allemagne fin 1918 » et enfin « la quasi-absence des crises économiques dans l'énumération des facteurs qui amenèrent Hitler au pouvoir ».
L’historienne Julie Maeck considère que le film s’inscrit dans la lignée des documentaires sur Hitler mélangeant des images de propagandes du régime nazi et des archives amateurs dans une forme accrocheuse et sans recul historique. Elle le qualifie d’« historytainment » qui n’apporte rien à la compréhension du phénomène d’ascension du Führer.
L’historien des images André Gunthert abonde dans le même sens, considérant la série comme étant très éloignée des connaissances et des réflexions sur cet épisode historique. Allant plus loin, il critique la position d’objectivité clamée par les documentaristes, considérant que le choix des images, la colorisation, le recadrage et le montage représentent en soi une interprétation ; le problème principal étant celle d’une narration univoque se cachant derrière un matériel d’archives qui est supposé garantir l’authenticité du récit.
Enfin, le récit manquerait son objectif pédagogique en réduisant Hitler à ses pathologies mentales et ses vociférations, passant outre, ou de manière très succincte, le rôle joué par la crise économique de 1929 .